# 라이크 (기업)
라이크(Wrike, Inc.)는 캘리포니아주 산호세에 본사를 둔 미국의 프로젝트 관리 애플리케이션 서비스 제공자이다. 라이크는 또한 인도, 댈러스, 탈린, 니코시아, 더블린, 도쿄도, 멜버른, 프라하에도 사무실을 두고 있다.

## 역사
라이크는 2006년 앤드류 파일레프가 설립했다. 현재 라이크의 CEO는 토마스 스콧이다. 파일레프는 처음에는 회사를 자체 자금으로 조달하다가 나중에 투자 자금을 유치했다. 라이크는 2006년 12월에 소프트웨어(또한 라이크라고 불림)의 베타 버전을 출시했다. 그 후 회사는 2013년 12월에 새로운 "Enterprise" 플랫폼을 출시했다.
2015년 6월, 라이크는 아일랜드 더블린에 사무실을 개설한다고 발표했으며 2016년에는 현지 개인 정보 보호 규정을 준수하여 데이터를 호스팅하기 위한 데이터 센터를 그곳에 설립했다. 2016년 7월, 라이크는 마케터들을 위한 라이크 출시를 발표했다. 같은 해, 라이크의 본사는 캘리포니아 마운틴 뷰에서 산호세로 이전했다.
2021년 1월, 시트릭스 시스템즈는 라이크를 22억 5천만 달러에 인수할 의사를 발표했다. 인수는 2021년 3월에 완료되었다.
2022년 1월 31일, 시트릭스가 비스타 에퀴티 파트너스와 에버그린 코스트 캐피탈의 계열사에 의해 165억 달러에 인수되었다고 발표되었다. 시트릭스는 비스타 포트폴리오 회사인 TIBCO 소프트웨어와 합병하여 클라우드 소프트웨어 그룹(CSG)을 형성할 예정이다. 2022년 9월, 라이크는 시트릭스 시스템즈에서 분리되었다.
2023년 7월, 비스타는 소유권을 심포니 테크놀로지 그룹으로 이전했다.

## 투자
라이크는 2012년 TMT 인베스트먼트로부터 100만 달러의 엔젤 투자를 받았다. 2013년 10월, 라이크는 베인 캐피탈로부터 1천만 달러의 투자 자금을 확보했다. 2015년 5월, 회사는 새로운 투자 라운드에서 1천5백만 달러를 확보했다. 투자자로는 스케일 벤처 파트너스, DCM 벤처스, 베인 캐피탈이 포함되었다. 그 당시 라이크는 8,000명의 고객과 200명의 직원, 그리고 매달 30,000명의 새로운 사용자를 보유하고 있었다.
2018년 11월 29일, 라이크는 소프트웨어, 데이터 및 기술 기반 사업에 중점을 둔 회사인 비스타 에퀴티 파트너스("비스타")로부터 대규모 투자를 받기 위한 최종 계약을 체결했다.

## 소프트웨어
라이크 프로젝트 관리 소프트웨어는 프로젝트, 기한, 일정 및 워크플로 프로세스를 관리하기 위한 도구를 제공하는 서비스형 소프트웨어(SaaS) 제품이다. 여기에는 협업 기능이 포함되어 있다. 이 애플리케이션은 영어, 프랑스어, 스페인어, 독일어, 포르투갈어, 이탈리아어, 일본어 및 러시아어로 제공된다. 라이크는 워크플로 관리에서 작업 자동화를 위한 트리거를 가지고 있다.

### 기능
라이크는 다중 창 UI를 특징으로 하며 프로젝트 관리 및 팀 협업의 두 가지 범주로 기능이 구성되어 있다. 라이크에 따르면, 프로젝트 관리 기능은 팀이 프로젝트와 관련된 날짜와 종속성을 추적하고, 과제 및 자원을 관리하며, 시간을 추적하는 데 도움이 되도록 설계되었다. 여기에는 대화형 간트 차트, 작업량 보기, 그리고 프로젝트 데이터를 저장하기 위해 사용자 정의할 수 있는 정렬 가능한 테이블이 포함된다.
이 소프트웨어에는 공동 편집 도구, 작업에 대한 토론 스레드, 문서 첨부, 편집 및 변경 사항 추적 도구가 포함되어 있다. 라이크는 "받은 편지함" 기능과 브라우저 알림을 사용하여 동료의 업데이트를 사용자에게 알리고, 대기 중인 작업을 빠르게 개요할 수 있는 대시보드를 제공한다. 이러한 업데이트는 iOS 및 Android의 라이크 모바일 앱에서도 사용할 수 있다. 라이크에는 마케팅 워크플로 관리를 위한 여러 도구가 포함된 "마케터를 위한 라이크"라는 선택적 기능 세트가 있다.
2012년 5월, 라이크는 최대 5명의 사용자를 위한 소프트웨어의 프리미엄 버전을 출시한다고 발표했다. 같은 해에는 협업과 작업 관리를 통합하기 위해 작업 공간에 실시간 텍스트 공동 편집기가 통합되었다. 2013년 말, 라이크는 고급 분석 및 대규모 비즈니스 고객을 위한 기타 도구가 포함된 "라이크 엔터프라이즈"라는 새로운 기능 세트를 출시했다. 이후 라이크 엔터프라이즈에 대한 여러 주요 업데이트를 출시했으며, 2014년 말에는 "다이내믹 플랫폼"이라는 사용자 정의 가능한 스프레드시트를, 2015년에는 팀을 위한 사용자 정의 워크플로를 포함했다. 2016년 7월, 라이크는 "마케터를 위한 라이크"라는 이름으로 애드온 기능 세트가 업데이트되었는데, 여기에는 어도비 포토샵과의 통합, 요청 제출 도구, 비디오 및 이미지와 같은 크리에이티브 자산에 대한 교정 및 승인 도구가 포함된다.
라이크는 안드로이드 및 iOS 앱으로 제공된다. 모바일 앱에는 장치 간에 동기화되는 대화형 간트 차트가 포함되어 있다. 앱은 오프라인에서도 사용할 수 있으며, 연결이 복원되면 동기화된다.

### 비판
비평가들은 새로운 사용자들이 복잡한 기능에 익숙해지는 데 학습 곡선이 있을 수 있다고 말했다. 시간 추적 및 일정 관리는 모든 요금제에서 사용할 수 없었으며, 한 평론가는 가격 책정이 혼란스럽다고 지적했다. 라이크는 약 2,710명의 고객을 보유하고 있으며, 시장 점유율은 0.04%로 추정된다.
경쟁사로는 구글 워크스페이스, 슬랙, 킵 등이 있다.

## 같이 보기
- 프로젝트 관리 소프트웨어 비교
- 시간 추적 소프트웨어 비교
- 협업 소프트웨어 목록
- 프로젝트 관리 소프트웨어 목록